# George Tillman Jr.
George Tillman Jr. (ur. 26 stycznia 1969 w Milwaukee) – amerykański producent filmowy, scenarzysta i reżyser.
Najbardziej znany z wyreżyserowania filmów Przepis na życie oraz Siła i honor. W 2009 roku wyreżyserował film biograficzny Notorious o zmarłym raperze Notoriousu. Jest także odpowiedzialny za produkcję oraz reżyserię filmu Nienawiść, którą dajesz. 

## Życiorys
Urodził się w Milwaukee w stanie Wisconsin. Jego ojciec, George Tillman, pracował w koncernie samochodowym American Motors Corporation, matka pracowała jako sekretarka. Uczęszczał do John Marshall High School w Los Angeles, a następnie studiował film na Columbia College Chicago. Po ukończeniu studiów napisał scenariusz do filmu Przepis na życie, który okazał się jego debiutem reżyserskim.
Jest żonaty z aktorką Marcią Wright, mają jedno dziecko.

## Filmografia
Reżyseria
- 1995: Scenes for the Soul
- 1997: Przepis na życie
- 2000: Siła i honor
- 2009: Notorious
- 2010: W pogoni za zemstą
- 2013: The Inevitable Defeat of Mister and Pete
- 2014: Power (serial telewizyjny)
- 2015: Najdłuższa podróż
- 2016: Tacy jesteśmy (serial telewizyjny)
- 2016: Luke Cage (serial telewizyjny)
- 2016: Love Is a Four-Letter Word
- 2018: Nienawiść, którą dajesz
- 2023: Wielki George Foreman

Produkcja
- 2002: Barbershop
- 2004: Barbershop 2: Z powrotem w interesie
- 2005: Salon piękności
- 2005: Życie na wrotkach
- 2008: Nie ma jak święta
- 2013: The Inevitable Defeat of Mister and Pete
- 2013: Bobby Martinez
- 2016: Barbershop 3: Na ostro
- 2018: Nienawiść, którą dajesz
- 2022: On the Come Up